# Jordi Rabassa i Massons
Jordi Rabassa i Massons (Barcelona, 1974) és un historiador i activista polític català. Els seus estudis se centren en història local de Barcelona, el moviment obrer i la recuperació de la memòria de la guerra, la dictadura i la transició.
Es va llicenciar en història en l'especialitat d'Història contemporània a la Universitat de Barcelona el 1997. Ha centrat els seus treballs d'investigació i recerca a la ciutat de Barcelona, concretament al barri de Sant Andreu, del qual és resident. Col·labora amb la premsa local del barri i ha publicat diversos articles a la revista Finestrelles, una publicació del Centre d'Estudis Ignasi Iglésias on participa com a membre de la junta. L'any 1993 va ingressar a l'equip de redacció de la revista Sant Andreu de cap a peus, de l'Associació de Veïns de Sant Andreu de Palomar, on continua col·laborant des d'aleshores. Va ser-ne redactor en cap entre els anys 1999 i 2001 i actualment n'és segon vicepresident. Ha publicat articles en diverses enciclopèdies i altres obres col·lectives i ha treballat en diferents projectes de recuperació de la història de Sant Andreu de Palomar.
Des de 2019 és regidor a l'Ajuntament de Barcelona per Barcelona en Comú.

## Publicacions destacades[10]
- Josep Cararach i Mauri, l'època de la construcció del Sant Andreu Contemporani (Martín AG, 2004).
- Josep Dencàs i Puigdollers, el nacionalisme radical a la Generalitat  (Dalmau, 2006).
- Sant Andreu de Palomar i La Sagrera: com era i com és (Duxelm, 2009).
- Barcelona: Sant Andreu de Palomar: recull gràfic 1880-1976 (Efadós, 2012).[11]